# Alexander (canción)
«Alexander» es un sencillo del 2013 del grupo de rock mexicano Rey Pila. La canción fue producida por Chris Coady en los estudios DFA de la ciudad de Nueva York. El sencillo fue editado en vinil siete pulgadas y en formatos digitales por la disquera Cult Records.
El lado B del sencillo es una versión al tema "Lady In Red" de Chris de Burgh. La versión fue grabada en los estudios Topetitud de la Ciudad de México, producido por Rey Pila y mezclado por Shawn Everett.
La publicación musical mexicana Warp Magazine incluyó a "Alexander" dentro de su lista de mejores canciones del 2013.

## Lista de canciones
1. «Alexander» – 3:30
2. «Lady in Red» – 4:12